# MLB 2009
In der Saison 2009 der Major League Baseball (MLB) spielten 30 Mannschaften um den Titel der Vereinsweltmeisterschaft, die sog. World Series. Nach 162 regulären Spielen für alle Mannschaften, aufgeteilt in die Ligen American League (AL) und National League (NL), qualifizierten sich jeweils vier Mannschaften für die Postseason. Am Ende errangen die New York Yankees in der World Series 2009 ihren insgesamt 27. Titel.

## Reguläre Saison

### Kurzerklärung Spielbetrieb und Tabellenaufbau
Die AL und die NL sind jeweils für den Spielbetrieb in drei Divisionen unterteilt. Die Zuordnung erfolgt nach regionalen Kriterien: East, Central und West Division. Der Spielbetrieb lief vom 6. April 2009 bis zum 4. Oktober 2009 (Ausnahme: Entscheidungsspiel der Central Division, siehe unten).
Die Tabellenplatzierungen sind für das Erreichen der Postseason verantwortlich: Die drei jeweiligen Divisionssieger und der nach Winning Percentage beste Zweite der drei Divisionen tragen in zwei Runden die Meisterschaft in der American beziehungsweise National League aus. Die jeweiligen Meister treffen dann in der World Series aufeinander (siehe unten).
Die Rangfolge der Mannschaften in der Tabelle ergibt sich während der Saison grundsätzlich aus dem aktuellen Verhältnis von Siegen zu Spielen insgesamt als sogenannte Winning Percentage. Der Grund hierfür liegt in der ungleichmäßigen Verteilung der Spiele über den Kalender, so dass manche Mannschaften zwischenzeitlich drei oder mehr Spiele mehr ausgetragen haben als andere. Damit wird zum Beispiel die Bilanz eines Teams A mit 15 Siegen und 15 Niederlagen (.500 als entsprechende Percentage ausgedrückt) für exakt gleichwertig erachtet mit der Bilanz eines Teams B, das zum gleichen Zeitpunkt 16 Siege und 16 Niederlagen erzielte. Für die hier aufgeführten Abschlusstabellen ist dies jedoch ohne Belang, da zum Saisonende alle Mannschaften die seit 1961 üblichen 162 Saisonspiele ausgetragen haben. Deshalb reicht die Angabe von Siegen und Niederlagen (Unentschieden sind heutzutage unüblich).
Mit der Angabe GB (Games Behind) wird dokumentiert, wie groß der Rückstand eines Verfolgers auf den Tabellenersten ist. Hiermit wird ausgedrückt, wie viele Siege der Verfolger bei gleichzeitiger Niederlage des Führenden theoretisch bräuchte, um Gleichstand zu erreichen. Die Angabe GB wird auf 0.5 Spiele genau ausgedrückt: Hat zum Beispiel Mannschaft A 10 Siege und 5 Niederlagen, Mannschaft B hingegen 9 Siege und 5 Niederlagen, würde bereits ein eigener Sieg (ohne Niederlage von A) zu Tabellengleichstand führen.
Um die Entwicklung während der Saison zumindest anzudeuten, wurde auch die Tabellenposition der Mannschaften zur Zeit des All-Star-Break, der Pause im Spielbetrieb anlässlich des All-Star-Game, aufgenommen. Ähnlich der Herbstmeisterschaft im Fußball wird so zur Saisonmitte ein Zwischenstand ermittelt. Die zweite Zwischeninformation ist eher willkürlich auf den Termin 31. August bezogen, um etwa fünf Wochen vor Saisonende beurteilen zu können, inwieweit die jeweilige Division zu diesem Zeitpunkt bereits entschieden war (wie zum Beispiel die AL, East Division) oder gegebenenfalls der zu diesem Zeitpunkt Führende noch vom ersten Platz verdrängt wurde (so in der AL Central Division geschehen).

### American League
Nach Abschluss der regulären Saison ergaben sich in der American League folgende Platzierungen:

#### East Division
| American League East Division |                   |     |    |      |                        |                       |
| PS                            | Franchise         | W   | L  | GB   | Platz / GB Saisonmitte | Platz / GB 31. August |
| 1                             | New York Yankees  | 103 | 59 | --   | 2 ( 3.0)               | 1 ( 0.0)              |
| WC                            | Boston Red Sox    | 95  | 67 | 8.0  | 1 ( 0.0)               | 2 ( 6.5)              |
|                               | Tampa Bay Rays    | 84  | 78 | 19.0 | 3 ( 6.5)               | 3 (11.5)              |
|                               | Toronto Blue Jays | 75  | 87 | 28.0 | 4 (11.0)               | 4 (23.0)              |
|                               | Baltimore Orioles | 64  | 98 | 39.0 | 5 (14.0)               | 5 (29.0)              |

PS = Postseason; Zahl = Rang auf Setzliste bzw. WC = Wild Card (bester Zweiter aller Divisionen)

W = Wins (Siege), L = Losses (Niederlagen), GB = Games Behind (Rückstand auf Führenden: Zahl der notwendigen Niederlagen des Führenden bei gleichzeitigem eigenen Sieg)

Saisonmitte = All Star Break (13. bis 15. Juli 2009)
Den besten Start erwischten die Blue Jays, die zu Saisonbeginn bis Mitte Mai die Division vor Boston anführten. Nach (27-14) fielen sie aber stetig zurück und waren zur All-Star-Break deutlich von der Tabellenspitze abgehängt. Die Rays als Vorjahres-Überraschungssieger (der Division und der AL insgesamt) starteten dagegen eher mühsam und erreichten erst Mitte Juni eine nachhaltige positive Gesamtbilanz (mehr Siege als Niederlagen). Die in den letzten Jahren wenig erfolgreichen Orioles lagen Ende April das letzte Mal bei .500 und waren fortan am Tabellenende zementiert. Als die Blue Jays zurückfielen, war für die recht konstanten Red Sox der Weg frei. Zwischen ihnen und dem Liga-Krösus Yankees blieb es jedoch lange ein offenes Rennen. Dies kippte, nachdem sich die Yankees von den acht Niederlagen in Folge im direkten Vergleich gegen die Red Sox erholten und die nächsten fünf Vergleiche für sich entscheiden konnten. Aus einem zumindest theoretischen Dreikampf wurde ein Duell, als sich die Rays Anfang September mit 11 Niederlagen hintereinander endgültig aus dem Titelrennen verabschiedeten (und zudem ihre Starting Rotation durch den Verkauf von Scott Kazmir an die L.A. Angels schwächten). Die Yankees brachten schließlich in den letzten Saisonspielen ihren komfortablen Vorsprung auf die Red Sox ins Ziel und konnten sich mit über 100 Siegen klar für den vorjährigen dritten Platz und das Verfehlen der Postseason revanchieren. Für die Red Sox war der Rückstand gegen die Yankees jedoch kein Beinbruch, da durch die Wild-Card-Regel ein Erreichen der Postseason gesichert schien (was sich dann auch bewahrheitete).

#### Central Division
| American League Central Division |                    |    |    |      |                        |                       |
| PS                               | Franchise          | W  | L  | GB   | Platz / GB Saisonmitte | Platz / GB 31. August |
| 3                                | Minnesota Twins    | 87 | 76 | --   | 3 ( 4.0)               | 2 ( 3.5)              |
|                                  | Detroit Tigers     | 86 | 77 | --   | 1 ( 0.0)               | 1 ( 0.0)              |
|                                  | Chicago White Sox  | 79 | 83 | 7.0  | 2 ( 3.5)               | 3 ( 6.0)              |
|                                  | Cleveland Indians  | 65 | 97 | 21.0 | 5 (14.0)               | 4 (11.0)              |
|                                  | Kansas City Royals | 65 | 97 | 21.0 | 4 (11.5)               | 5 (19.5)              |

 Erklärungen: siehe AL East Division 
Die Indians konnten 2009 zu keinem Saisonzeitpunkt eine positive Gesamtbilanz erreichen. Nach fünf Startniederlagen war schnell nur noch Schadensbegrenzung das Ziel. Dabei war sicher nicht hilfreich, dass nach dem Verkauf von C.C. Sabathia während der Saison 2008 nun auch mit Cliff Lee ein weiterer sehr guter Pitcher verkauft werden musste. Zumindest musste nicht gegen Lee eine Heimniederlage hingenommen werden (wie am 30. Mai gegen Sabathia). Für die Royals, in den letzten Jahren chronisch erfolglos, begann es überraschend gut, auch weil Zach Greinke als Pitcher bis Ende Juni bereits zehn Siege bei drei Niederlagen einfahren konnte. Ab Ende Mai jedoch waren die positiven Tabellenzweiten dahin, und am Saisonende kam wieder nur ein geteilter vorletzter Platz für die Royals heraus. Für die White Sox war das Perfect Game von Mark Buehrle gegen die Tampa Bay Rays am 23. Juli das Saison-Highlight schlechthin. Bis Ende August waren die Chancen auf die Postseason gegeben, doch der Rückstand auf Detroit blieb schließlich uneinholbar. Alles schien für die Tigers zu sprechen, die seit Mitte Mai die Division anführten und 26 Spiele vor Saisonende sieben Siege Vorsprung vor den Twins innehatten. Doch der Einbruch auf nur noch 11 Siege bis zum Saisonende bei gleichzeitig furios aufspielenden Twins führte zunächst zu einer packenden Serie daheim gegen die Twins, in der es jeweils zwei Heim- und Auswärtssiege gab. Als von den letzten drei Spielen in Chicago nur das letzte gewonnen werden konnte, musste der Gleichstand von 86-76 beider Teams durch ein einziges Entscheidungsspiel in Minneapolis gebrochen werden. Hier gewannen die Twins mit einem Walk-off-win nach zwölf Innings, d. h. nach drei Verlängerungen. Mit diesem fünften Sieg in Folge revanchierten sich die Twins für das Ausscheiden im letzten Jahr, als sie auf fast identische Weise den Post-Season-Platz noch an die White Sox verloren.

#### West Division
| American League West Division |                    |    |    |      |                        |                       |
| PS                            | Franchise          | W  | L  | GB   | Platz / GB Saisonmitte | Platz / GB 31. August |
| 2                             | Los Angeles Angels | 97 | 65 | --   | 1 ( 0.0)               | 1 ( 0.0)              |
|                               | Texas Rangers      | 87 | 75 | 10.0 | 2 ( 1.5)               | 2 ( 6.0)              |
|                               | Seattle Mariners   | 85 | 77 | 12.0 | 3 ( 4.0)               | 3 (11.0)              |
|                               | Oakland Athletics  | 75 | 87 | 22.0 | 4 (12.0)               | 4 (20.5)              |

 Erklärungen: siehe AL East Division 
Für die Athletics verlief die Saison 2009 unspektakulär, da man wie 2007 und 2008 von Beginn an den anderen Teams hinterherlief. Der erste Series-Gewinn gegen die L.A. Angels mit 2-1 war gleichzeitig schon am 3. Spieltag der letzte positive Tabellenstand. Für die Mariners war es bei eigentlich ordentlichem Saisonverlauf schon ab Ende Juli absehbar, dass gegenüber den Angels kein Durchkommen war. Diese eroberten die Divisionsspitze kurz vor der All-Star-Break und bauten ihre Führung gegenüber den durchaus erfolgreichen Rangers kontinuierlich in kleinen, aber effektiven Schritten aus. Gegenüber den 100 Siegen im Vorjahr waren die "nur" 97 Siege sicherlich keine Enttäuschung; jetzt galt es, sich für die deutlichen Postseason-Schlappen gegen die Red Sox in den beiden Vorjahren zu revanchieren.

### National League

#### East Division
| National League East Division |                       |    |     |      |                        |                       |
| PS                            | Franchise             | W  | L   | GB   | Platz / GB Saisonmitte | Platz / GB 31. August |
| 2                             | Philadelphia Phillies | 93 | 69  | --   | 1 ( 0.0)               | 1 ( 0.0)              |
|                               | Florida Marlins       | 87 | 75  | 6.0  | 2 ( 4.0)               | 3 ( 8.5)              |
|                               | Atlanta Braves        | 86 | 76  | 7.0  | 3 ( 6.0)               | 2 ( 7.5)              |
|                               | New York Mets         | 70 | 92  | 23.0 | 4 ( 6.5)               | 4 (17.5)              |
|                               | Washington Nationals  | 59 | 103 | 34.0 | 5 (22.5)               | 5 (31.0)              |

 Erklärungen: siehe AL East Division 

#### Central Division
| National League Central Division |                     |    |    |      |                        |                       |
| PS                               | Franchise           | W  | L  | GB   | Platz / GB Saisonmitte | Platz / GB 31. August |
| 3                                | St. Louis Cardinals | 91 | 71 | --   | 1 ( 0.0)               | 1 ( 0.0)              |
|                                  | Chicago Cubs        | 83 | 78 | 7.5  | 4 ( 3.5)               | 2 (10.5)              |
|                                  | Milwaukee Brewers   | 80 | 82 | 11.0 | 2 ( 2.5)               | 3 (12.0)              |
|                                  | Cincinnati Reds     | 78 | 84 | 13.0 | 5 ( 5.0)               | 5 (18.5)              |
|                                  | Houston Astros      | 74 | 88 | 17.0 | 3 ( 3.5)               | 4 (13.5)              |
|                                  | Pittsburgh Pirates  | 62 | 99 | 28.5 | 6 ( 9.5)               | 6 (23.0)              |

Erklärungen: siehe AL East Division

#### West Division
| National League West Division |                      |    |    |      |                        |                       |
| PS                            | Franchise            | W  | L  | GB   | Platz / GB Saisonmitte | Platz / GB 31. August |
| 1                             | Los Angeles Dodgers  | 95 | 67 | --   | 1 ( 0.0)               | 1 ( 0.0)              |
| WC                            | Colorado Rockies     | 92 | 70 | 3.0  | 3 ( 9.0)               | 2 ( 5.5)              |
|                               | San Francisco Giants | 88 | 74 | 7.0  | 2 ( 7.0)               | 3 ( 5.5)              |
|                               | San Diego Padres     | 75 | 87 | 20.0 | 5 (20.0)               | 5 (21.5)              |
|                               | Arizona Diamondbacks | 70 | 92 | 25.0 | 4 (18.5)               | 4 (18.0)              |

Erklärungen: siehe AL East Division
Die Teams der NL West schnitten 2009 deutlich besser ab als im Vorjahr: 2008 reichten den Dodgers schon 84 Siege zum Division-Sieg, während in den anderen beiden Divisionen sieben Teams eine bessere Bilanz vorzuweisen hatten. Für die Diamondbacks verlief die Saison 2009 dagegen eher unerfreulich, da sie nach einem zweiten Platz im Vorjahr nun die Tabelle schon früh von unten lesen mussten. Am Ende wurden sie trotz der 14 Siege ihres Pitchers Dan Haren sogar noch von den Padres überflügelt, die im April und Mai nach einem furiosen Start (10-6) nur drei der nächsten 19 Spiele gewannen, danach aber wieder zehn hintereinander zum letzten positiven Zwischenstand (23-22). Dadurch war die Liga auf einen Dreikampf geschrumpft, in dem die Giants trotz einer erheblichen Verbesserung gegenüber 2008 ab Ende August immer weiter zurückfielen. Möglicherweise fehlte ihrem Pitcher Tim Lincecum (15-7) die letzte Brillanz, die ihn 2008 noch ausgezeichnet hatte. Für die Rockies war der Wild Card-Platz schon recht früh absehbar: nach vorne kamen sie gegen die Dodgers nie ganz an, nach hinten und gegenüber den anderen Divisionen sah es jedoch durchgängig vielversprechend aus. Für die Dodgers war es damit auch eine ruhige Fahrt Richtung Postseason mit dem dritten Divisionssieg in vier Jahren, und diesmal auch mit dem besten Record in der National League.

## Postseason

### Überblick
Um die Sieger der American League und der National League als Teilnehmer der World Series 2009 zu ermitteln, wurden zwischen dem 7. und 25. Oktober 2009 zunächst die Division Series und anschließend die jeweilige Championship Series ausgespielt. Hierzu trafen zunächst die drei Division-Sieger und der beste Zweite (sog. Wild-Card) in zwei Division-Series Begegnungen im Best-of-Five-Modus aufeinander (ALDS bzw. NLDS = American oder National League Division Series). Anschließend spielten die Sieger der Division-Series-Begegnungen im Best-of-Seven-Verfahren den jeweiligen League-Champion aus (ALCS bzw. NLCS = American oder National League Championship Series).
Die Wild-Card-Sieger spielen normalerweise gegen den besten Divisionssieger, also die Mannschaft mit den meisten Siegen aus den regulären Saisonspielen. Da die Boston Red Sox und die Colorado Rockies jedoch nicht auf die in der gleichen Division spielenden New York Yankees bzw. Los Angeles Dodgers treffen konnten, spielten beide gegen den zweitbesten Divisionssieger ihrer Liga.
|  | League Division Series | League Division Series | League Division Series |     |                       | League Championship Series | League Championship Series | League Championship Series |  |  | World Series | World Series | World Series |
|  |                        |                        |                        |     |                       |                            |                            |                            |  |  |              |              |              |
|  | 1                      | New York Yankees       | 3                      |     |                       |                            |                            |                            |  |  |              |              |              |
|  | 3                      | Minnesota Twins        | 0                      |     |                       |                            |                            |                            |  |  |              |              |              |
|  | 3                      | Minnesota Twins        | 0                      | 1   | New York Yankees      | 4                          |                            |                            |  |  |              |              |              |
|  | American League        |                        |                        | 1   | New York Yankees      | 4                          |                            |                            |  |  |              |              |              |
|  |                        | 2                      | Los Angeles Angels     | 2   |                       |                            |                            |                            |  |  |              |              |              |
|  | 2                      | 2                      | Los Angeles Angels     | 2   | Los Angeles Angels    | 3                          |                            |                            |  |  |              |              |              |
|  | 2                      |                        |                        |     | Los Angeles Angels    | 3                          |                            |                            |  |  |              |              |              |
|  | WC                     | Boston Red Sox         | 0                      |     |                       |                            |                            |                            |  |  |              |              |              |
|  |                        |                        |                        | AL1 | New York Yankees      | 4                          |                            |                            |  |  |              |              |              |
|  |                        | NL2                    | Philadelphia Phillies  | 2   |                       |                            |                            |                            |  |  |              |              |              |
|  | 1                      | Los Angeles Dodgers    | 3                      |     |                       |                            |                            |                            |  |  |              |              |              |
|  | 3                      | St. Louis Cardinals    | 0                      |     |                       |                            |                            |                            |  |  |              |              |              |
|  | 3                      | St. Louis Cardinals    | 0                      | 1   | Los Angeles Dodgers   | 1                          |                            |                            |  |  |              |              |              |
|  | National League        |                        |                        | 1   | Los Angeles Dodgers   | 1                          |                            |                            |  |  |              |              |              |
|  |                        | 2                      | Philadelphia Phillies  | 4   |                       |                            |                            |                            |  |  |              |              |              |
|  | 2                      | 2                      | Philadelphia Phillies  | 4   | Philadelphia Phillies | 3                          |                            |                            |  |  |              |              |              |
|  | 2                      |                        |                        |     | Philadelphia Phillies | 3                          |                            |                            |  |  |              |              |              |
|  | WC                     | Colorado Rockies       | 1                      |     |                       |                            |                            |                            |  |  |              |              |              |

ALDS, NLDS (Division Series): Best-of Five; ALCS, NLCS (Championship Series): Best-of-Seven

### Division Series
Die Division Series verliefen insgesamt recht einseitig, wobei sich die in der regulären Saison noch stark auftretenden Teams aus Boston und St. Louis überraschend schwach zeigten, während die Niederlage der Twins gegen die favorisierten Yankees zu erwarten war.

#### ALDS
In der American League trafen zum dritten Mal hintereinander die Boston Red Sox auf die Los Angeles Angels. Nach zwei deftigen Niederlagen in den Vorjahren (0:3 2007 und 1:3 2008) brannten die Angels auf eine Revanche, die ihnen mit einem Sweep auch glückte. Die zuvor mit fünf Siegen erfolgreichen Twins mussten direkt von ihrem Sieg im Entscheidungsspiel über Detroit nach New York, um dort von einem ausgeruhten Gegner praktisch sofort ausgeknockt zu werden.
| Spiel                | Datum            | Gast             | Score | Heim             | Score | Gesamtstand (MIN – NYY) | Starter (MIN – NYY)                             | Ballpark                     |
| -------------------- | ---------------- | ---------------- | ----- | ---------------- | ----- | ----------------------- | ----------------------------------------------- | ---------------------------- |
| 1                    | 7. Oktober 2009  | Minnesota Twins  | 2     | New York Yankees | 7     | 0 – 1                   | Duensing – Sabathia                             | Yankee Stadium               |
| 2                    | 9. Oktober 2009  | Minnesota Twins  | 3     | New York Yankees | 4     | 0 – 2                   | Blackburn – Burnett (L: Mijares – W: Robertson) | Yankee Stadium               |
| 3                    | 11. Oktober 2009 | New York Yankees | 4     | Minnesota Twins  | 1     | 0 – 3                   | Pavano – Pettitte                               | Hubert H. Humphrey Metrodome |
| Yankees gewinnen 3-0 |                  |                  |       |                  |       |                         |                                                 |                              |

| Spiel               | Datum            | Gast               | Score | Heim               | Score | Gesamtstand (BOS – LAA) | Starter (BOS – LAA)                         | Ballpark      |
| ------------------- | ---------------- | ------------------ | ----- | ------------------ | ----- | ----------------------- | ------------------------------------------- | ------------- |
| 1                   | 8. Oktober 2009  | Boston Red Sox     | 0     | Los Angeles Angels | 5     | 0 – 1                   | Lester – Lackey                             | Angel Stadium |
| 2                   | 9. Oktober 2009  | Boston Red Sox     | 1     | Los Angeles Angels | 4     | 0 – 2                   | Beckett – Weaver                            | Angel Stadium |
| 3                   | 11. Oktober 2009 | Los Angeles Angels | 7     | Boston Red Sox     | 6     | 0 – 3                   | Buchholz – Kazmir (L: Papelbon – W: Oliver) | Fenway Park   |
| Angels gewinnen 3-0 |                  |                    |       |                    |       |                         |                                             |               |

#### NLDS
Die Series der Dodgers gegen St. Louis begann (ähnlich der ALDS) mit zwei Heimsiegen der Dodgers, die dann auch glatt mit drei Siegen zu Null eine Runde weiter kamen. Offener verlief nur die Series zwischen den Phillies und den Rockies. Letztere konnten zunächst ein Spiel auswärts gewinnen und damit ein zwischenzeitliches 1-1 erreichen, doch der Weg ins kalte Denver lohnte sich bei zwei Auswärtssiegen nur für die Phillies. In Spiel 3 wurde der Kälterekord für Playoff-Spiele eingestellt.
| Spiel                | Datum            | Gast                | Score | Heim                | Score | Gesamtstand (STL – LAD) | Starter (STL – LAD)                            | Ballpark       |
| -------------------- | ---------------- | ------------------- | ----- | ------------------- | ----- | ----------------------- | ---------------------------------------------- | -------------- |
| 1                    | 7. Oktober 2009  | St. Louis Cardinals | 3     | Los Angeles Dodgers | 5     | 0 – 1                   | Carpenter – Wolf L: Carpenter – W: Weaver      | Dodger Stadium |
| 2                    | 8. Oktober 2009  | St. Louis Cardinals | 2     | Los Angeles Dodgers | 3     | 0 – 2                   | Wainwright – Kershaw L: Franklin – W: Sherrill | Dodger Stadium |
| 3                    | 10. Oktober 2009 | Los Angeles Dodgers | 5     | St. Louis Cardinals | 1     | 0 – 3                   | Pineiro – Padilla                              | Busch Stadium  |
| Dodgers gewinnen 3-0 |                  |                     |       |                     |       |                         |                                                |                |

| Spiel                 | Datum            | Gast                  | Score | Heim                  | Score | Gesamtstand (COL – PHI) | Starter (COL – PHI)                   | Ballpark           |
| --------------------- | ---------------- | --------------------- | ----- | --------------------- | ----- | ----------------------- | ------------------------------------- | ------------------ |
| 1                     | 7. Oktober 2009  | Colorado Rockies      | 1     | Philadelphia Phillies | 5     | 0 – 1                   | Jimenez – Lee                         | Citizens Bank Park |
| 2                     | 8. Oktober 2009  | Colorado Rockies      | 5     | Philadelphia Phillies | 4     | 1 – 1                   | Cook – Hamels                         | Citizens Bank Park |
| 3                     | 11. Oktober 2009 | Philadelphia Phillies | 6     | Colorado Rockies      | 5     | 1 – 2                   | Hammel – Happ (L: Street – W: Durbin) | Coors Field        |
| 4                     | 12. Oktober 2009 | Philadelphia Phillies | 5     | Colorado Rockies      | 4     | 1 – 3                   | Jimenez – Lee (L: Street – W: Madson) | Coors Field        |
| Phillies gewinnen 3-1 |                  |                       |       |                       |       |                         |                                       |                    |

### Championship Series

#### ALCS
In der American League konnte sich New York trotz Siegen der Angels in den Spielen 3 und 5 mit 4:2 über die L.A. Angels behaupten.
| Spiel                | Datum            | Gast               | Score | Heim               | Score | Gesamtstand (LAA – NYY) | Starter (LAA – NYY)                            | Ballpark       |
| -------------------- | ---------------- | ------------------ | ----- | ------------------ | ----- | ----------------------- | ---------------------------------------------- | -------------- |
| 1                    | 16. Oktober 2009 | Los Angeles Angels | 1     | New York Yankees   | 4     | 0 – 1                   | Lackey – Sabathia                              | Yankee Stadium |
| 2                    | 17. Oktober 2009 | Los Angeles Angels | 3     | New York Yankees   | 4     | 0 – 2                   | Saunders – Burnett (L: Santana – W: Robertson) | Yankee Stadium |
| 3                    | 19. Oktober 2009 | New York Yankees   | 4     | Los Angeles Angels | 5     | 1 – 2                   | Weaver – Pettitte (W: Santana – L: Aceves)     | Angel Stadium  |
| 4                    | 20. Oktober 2009 | New York Yankees   | 10    | Los Angeles Angels | 1     | 1 – 3                   | Kazmir – Sabathia                              | Angel Stadium  |
| 5                    | 22. Oktober 2009 | New York Yankees   | 6     | Los Angeles Angels | 7     | 2 – 3                   | Lackey – Burnett (W: Jepsen – L: Hughes)       | Angel Stadium  |
| 6                    | 25. Oktober 2009 | Los Angeles Angels | 2     | New York Yankees   | 5     | 2 – 4                   | Saunders – Pettitte                            | Yankee Stadium |
| Yankees gewinnen 4-2 |                  |                    |       |                    |       |                         |                                                |                |

#### NLCS
In der Championship Series der National League erreichten die Philadelphia Phillies ein kaum gefährdetes 4:1 gegen die Los Angeles Dodgers. Sie wiederholten damit ihren Vorjahressieg und zogen erneut in die World Series ein, die sie im Vorjahr ebenfalls gewinnen konnten.
| Spiel                 | Datum            | Gast                  | Score | Heim                  | Score | Gesamtstand (PHI-LAD) | Starter (PHI-LAD)                         | Ballpark           |
| --------------------- | ---------------- | --------------------- | ----- | --------------------- | ----- | --------------------- | ----------------------------------------- | ------------------ |
| 1                     | 15. Oktober 2009 | Philadelphia Phillies | 8     | Los Angeles Dodgers   | 6     | 1 – 0                 | Hamels – Kershaw                          | Dodger Stadium     |
| 2                     | 16. Oktober 2009 | Philadelphia Phillies | 1     | Los Angeles Dodgers   | 2     | 1 – 1                 | Martínez – Padilla (L: Park – W: Kuo)     | Dodger Stadium     |
| 3                     | 18. Oktober 2009 | Los Angeles Dodgers   | 0     | Philadelphia Phillies | 11    | 2 – 1                 | Lee – Kuroda                              | Citizens Bank Park |
| 4                     | 19. Oktober 2009 | Los Angeles Dodgers   | 4     | Philadelphia Phillies | 5     | 3 – 1                 | Blanton – Wolf (W: Lidge – L: Broxton)    | Citizens Bank Park |
| 5                     | 21. Oktober 2009 | Los Angeles Dodgers   | 4     | Philadelphia Phillies | 10    | 4 – 1                 | Hamels – Padilla (W: Durbin – L: Padilla) | Citizens Bank Park |
| Phillies gewinnen 4-1 |                  |                       |       |                       |       |                       |                                           |                    |

## World Series
Die World Series wurde vom 28. Oktober bis zum 4. November 2009 zwischen den New York Yankees und den Philadelphia Phillies ausgetragen. Nach sechs Spielen gewannen die Yankees mit 4:2 Siegen. Damit konnten die Yankees ihre Rekordtitelzahl auf nunmehr 27 Meisterschaften ausbauen. Zum MVP der World Series wurde Hideki Matsui gewählt.